# Джонкер, Эфрайн
Эфрайн Джонкер (нидерл. Efraïn Jonckheer, 20 октября 1917, Кюрасао, Нидерландские Антильские острова — 30 марта 1987, Амстердам, Нидерланды) — государственный деятель Нидерландских Антильских островов, премьер-министр Нидерландских Антильских островов (1954—1968).

## Биография
В 1944 г. основал Демократическую партию социал-демократической направленности и до 1968 г. был ее бессменным председателем. Как политический деятель сыграл важную роль в дискуссиях о большей автономии Нидерландских Антильских островов. В 1946 г. входил с состав комитета, который предложил королеве Юлиане петицию о получении большей независимости территории. Затем был членом комитета, сформированного для разработки Хартии Королевства Нидерландов, в которой была закреплена полная автономия Нидерландских Антильских островов. 
В 1954—1968 гг. — премьер-министр Нидерландских Антильских островов. Одновременно занимал посты министра транспорта и связи (1954—1956), а затем министра по социальным вопросам (1956—1957).
В 1968—1971 гг. — полномочный представитель Нидерландских Антильских островов в правительстве Нидерландов.
Затем он перешел на дипломатическую работу:
- 1971—1976 гг. — посол в Венесуэле,
- 1976—1980 гг. — посол в Коста-Рике, Никарагуа и Панаме.

## Награды и звания
Командор ордена Нидерландского Льва и ордена Оранского дома.
Почетный доктор Амстердамского свободного университета (1965).